# Onthophagus albicapillus
Onthophagus albicapillus là một loài bọ cánh cứng trong họ Bọ hung (Scarabaeidae).